# Siamesisk kampfisk
Siamesisk kampfisk (Betta splendens), även kallad bara kampfisk, är en fiskart som beskrevs av Regan, 1910. Den ingår i släktet Betta, och familjen guramier. Kampfisken har länge avlats som akvariefisk och det finns många odlingsformer med uppseendeväckande färger och framavlade långa fenor. IUCN kategoriserar arten globalt som sårbar i det vilda.

## Typer
- Vildformen förekommer fortfarande i naturen, den är mindre aggressiv, har inga slöjfenor, och förekommer nästan bara i grönblå nyanser. Vildformen förekommer sällan eller sporadiskt i zoobutiker då efterfrågan på dessa fiskar är relativt liten.

- Kampformen är den som används vid tävlingar i Thailand, där två hanar släpps ihop och slåss tills den ena dör (eller det står klart vem som är vinnaren). Kampformen är oftast kortfenad, och avlas med målet att uppnå ökad aggressivitet.

- Slöjformen (slöjkampfisk) är formen som framför allt i Amerika, men även i Europa, ställs ut på tävlingar där fiskarna bedöms utefter sin skönhet. Den förekommer i ett stort antal färger, och typer av slöjfenor. Även honor kan ha en (om än mindre) slöja, samt starkare färg. Även slöjformen av arten har en framtonad aggressivitet.

## Akvariefisk
Siamesisk kampfisk är en art som odlats så länge att den kan sägas vara domesticerad och som förekommer i odlingsformer som knappast har en chans att överleva i naturen.
Samtidigt som den anses vara vacker är kampfisken en av de mest aggressiva och revirhävdande akvariefiskarna, varför den kom att bli populär vid "fiskhetsning" på thailändska marknader. 
Traditionellt har den siamesiska kampfisken importerats och odlats som akvariefisk i många år. Redan då akvariehobbyn var ny i Europa på 1800-talet fanns kampfisken med. 1892 importerades arten till Frankrike, och 1896 importerade akvariefiskimportören Paul Matte i Berlin arten till Tyskland från Moskva. Han importerade 10 par vilka härstammade från de som tidigare odlats fram av Pierre Carbonnier i Frankrike.
Redan när hanarna uppnått några månaders ålder, börjar de simma fram mot andra hanar, ställa sig vinkelrätt mot dem, och spreta ut med alla fenor i en imponerställning som är avsedd att skrämma och provocera konkurrenten. Därefter börjar de slåss, varför man måste isolera dem. Odlingen gränsar därför ibland till djurplågeri, eftersom man oftast håller redan månadsgamla ungdjur isolerade i mycket små behållare fram till försäljning.
I akvarium håller man hanarna ensamma, eller tillsammans med flera honor. En ensam hona blir i små akvarier ofta så "driven" av hanen, att hon dör. Det kan fungera med fler än en hane om akvariet är tillräckligt stort, bortåt 600 liter eller mer, och om det finns många gömställen samt om hanarna är odlade efter det "mindre" aggressiva urvalet.
Den siamesiska kampfiskens odlingsformer diskuteras ibland i akvaristiska kretsar, en del akvarister tycker att denna fisk är olämplig som akvariefisk, på grund av dess framodlade aggressivitet, samt de långa fenorna som hindrar dem från ett effektivt simsätt.
Slöjkampfisken bör inte hållas med tigerbarber, eftersom dessa attackerar och trasar sönder slöjkampfiskens fenor.

## Reproduktion
Kampfisken är en skumbobyggare, i vattenytan placerar hanen en matta av skum, som äggen senare placeras uppe på efter att han befruktat rommen som kramas ur honan. 

## Organiserade fiskkamper
I sydostasien, men framförallt Thailand, förekommer det organiserade tävlingar med kampfiskar. Då hanarna uppvisar stor aggressivitet mot varandra lämpar de sig väl till detta. Två hanar släpps ner i samma glasburk och kampen börjar omedelbart. Dessa kamper är normalt tillfällen för vadslagning. Hanteringen har kritiserats för djurplågeri och är förbjuden i Sverige och många andra länder i världen.